# Костетти, Джузеппе

Джузеппе Костетти (Giuseppe Costetti; 13 сентября 1834, Болонья — 13 марта 1928, Рим) — итальянский драматург.
По образованию был юристом, работал в министерстве просвещения. Костетти написал ряд имевших успех комедий, в том числе «Il figlio famiglia» (1864), «I dissoluti gelosi» (1870), «Solita storia» (1875; ставилась в Вене под заглавием «Alltägliche Geschichte»).